# Aerides inflexa
Aerides inflexa là một loài thực vật có hoa trong họ Lan. Loài này được Teijsm. & Binn. mô tả khoa học đầu tiên năm 1862.